# Meloe laevis
Meloe laevis är en skalbaggsart som beskrevs av Leach 1815. Meloe laevis ingår i släktet Meloe och familjen oljebaggar. Inga underarter finns listade i Catalogue of Life.